# Liste der Biografien/Huy
Liste der Biografien |
Portal Biografien |
Personensuche
# |
A |
B |
C |
D |
E |
F |
G |
H |
I |
J |
K |
L |
M |
N |
O |
P |
Q |
R |
S |
T |
U |
V |
W |
X |
Y |
Z |
?
 
Ha |
Hd |
He |
Hi |
Hj |
Hk |
Hl |
Hm |
Hn |
Ho |
Hr |
Hs |
Ht |
Hu |
Hv |
Hw |
Hy
 
Hua |
Hub |
Huc |
Hud |
Hue |
Huf |
Hug |
Huh |
Hui |
Huj |
Huk |
Hul |
Hum |
Hun |
Huo |
Hup |
Huq |
Hur |
Hus |
Hut |
Huu |
Huv |
Huw |
Hux |
Huy |
Huz
Die Liste der Biografien führt alle Personen auf, die in der deutschsprachigen Wikipedia einen Artikel haben. Dieses ist eine Teilliste mit 85 Einträgen von Personen, deren Namen mit den Buchstaben „Huy“ beginnt.

## Huy
- Huy, Schreiber der Soldaten des Herrn der beiden Länder
- Huy, Vizekönig von Kusch im alten Ägypten zur Zeit des Neuen Reichs
- Huy, Vizekönig von Kusch unter König Tutanchamun
- Huy (1780–1840), Prinzgouverneur des Reiches von Champasak
- Huy, Gerhard (1940–2002), deutscher Politiker (NPD), MdL Rheinland-Pfalz
- Huy, Gerrit (* 1953), deutsche Politikerin (AfD), MdB
- Huy, Johann Christian (1813–1875), Landtagsabgeordneter Großherzogtum Hessen
- Huy, Philippe d’ († 2014), französischer Jazzmusiker

### Huya
- Huyayy ibn Achtab, Anführer der jüdischen Banu Nadir in Yathrib

### Huyb
- Huybrechts, Daniel (* 1966), deutscher Mathematiker
- Huybrechts, Kim (* 1985), belgischer Dartspieler
- Huybrechts, Léon (1876–1956), belgischer Regattasegler
- Huybrechts, Louis (1875–1963), belgischer Segler
- Huybrechts, Ronny (* 1965), belgischer Dartspieler
- Huybrechts, Walter (* 1951), belgischer Radrennfahrer

### Huyc
- Huyck, Willard (* 1945), US-amerikanischer Regisseur, Filmproduzent und rehbuchautor

### Huyd
- Huydecoper van Maarsseveen, Jan Elias (1735–1808), Bürgermeister von Amsterdam
- Huydecoper van Maarsseveen, Joan (1625–1704), Bürgermeister von Amsterdam
- Huydecoper van Maarsseveen, Johan (1599–1661), Bürgermeister von Amsterdam
- Huydecoper van Wieringen, Jan Jacobsz Bal (1541–1624), Großhandelskaufmann und Regierungsmitglied von Amsterdam
- Huydts, Frédérique (1967–2006), niederländische Schauspielerin
- Huydts, Jan (* 1937), niederländischer Jazzpianist und -komponist

### Huyg
- Huygelen, Frans (1878–1940), belgischer Bildhauer
- Huygelen, Rudolf (* 1961), belgischer Diplomat
- Huygen, Wilm (* 1979), deutscher Filmemacher
- Huygens Tholen, Annette (* 1966), australische Beachvolleyballspielerin
- Huygens, Christiaan (1629–1695), niederländischer Astronom, Mathematiker, Physiker und MusiktheoretikerChristiaan Huygens (1629–1695)

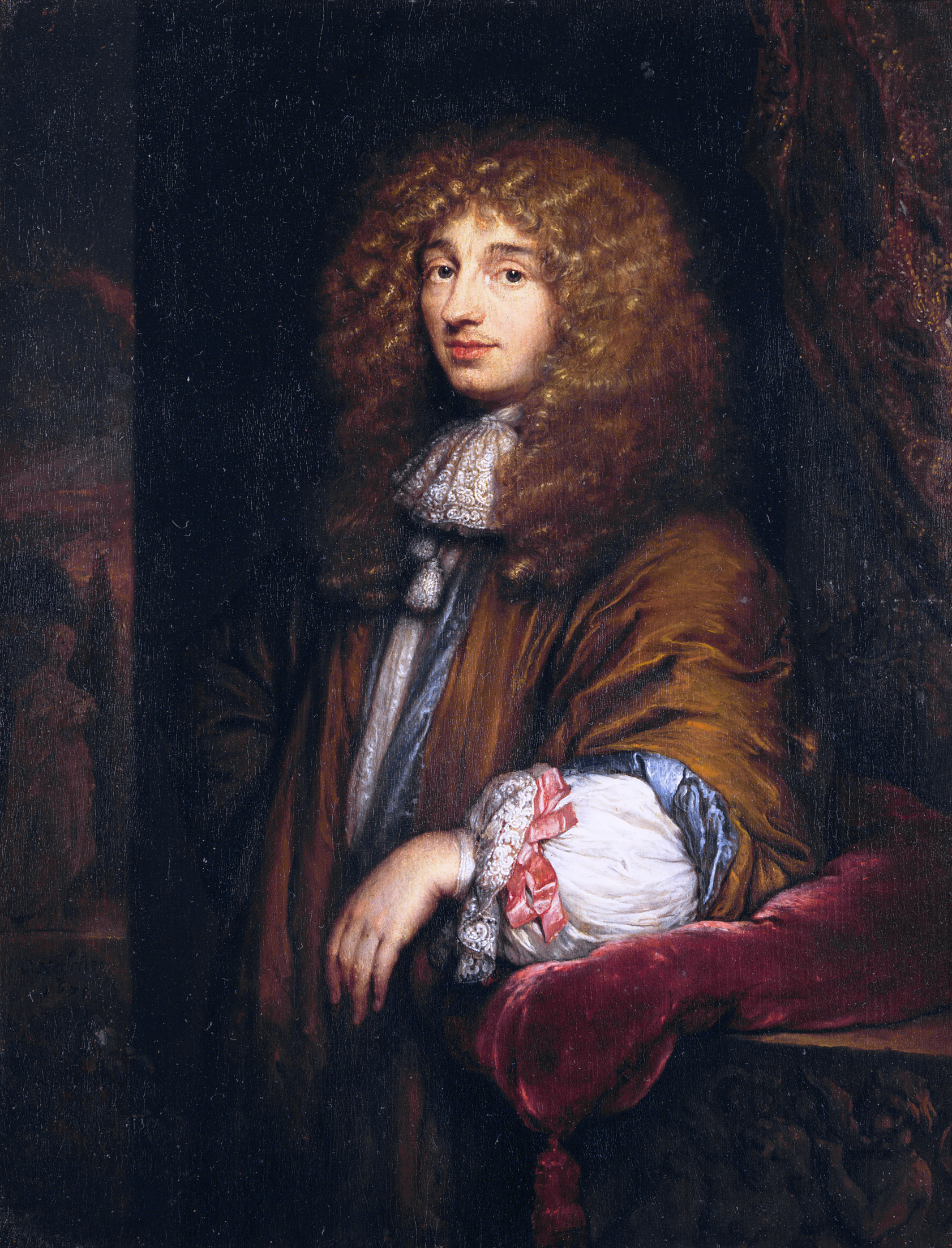
Christiaan Huygens (1629–1695)

- Huygens, Constantijn (1596–1687), niederländischer Diplomat, Dichter und Komponist
- Huygens, Constantijn Junior (1628–1697), niederländischer Staatsmann
- Huygens, Cornélie (1848–1902), niederländische Feministin, Autorin und Sozialdemokratin
- Huygens, Johannes (1833–1911), niederländischer Genre-, Landschafts- und Marinemaler
- Huygens, Susanna (1637–1725), niederländische Schreiberin von Briefen
- Huyghé de Mahenge, Armand (1871–1944), belgischer General
- Huyghe, Pierre (* 1962), französischer Künstler
- Huyghe, René (1906–1997), französischer Kunsthistoriker
- Huyghe, Sébastien (* 1969), französischer Politiker

### Huyk
- Huyke, Edmund (1864–1923), deutscher Reichsgerichtsrat
- Huyke, Juan Bernardo (1880–1961), puerto-ricanischer Politiker

### Huyl
- Huylebroeck, Pierre (1922–1989), belgischer Eisschnellläufer
- Huyler, John (1808–1870), US-amerikanischer Politiker
- Huyleur, Rebecca (* 1992), deutsche Fußballspielerin

### Huyn
- Huyn von Geleen, Gottfried († 1657), kaiserlicher Feldmarschall im Heiligen Römischen Reich Deutscher Nation
- Huyn, Hans (1894–1941), österreichisch-deutscher Diplomat
- Huyn, Hans Graf (1930–2011), deutscher Diplomat, Politiker (CSU), MdB und Publizist
- Huyn, Johann Carl (1812–1889), österreichischer Feldzeugmeister und Angehöriger des Stabes des Feldmarschalls Radetzkys
- Huyn, Karl Georg (1857–1938), österreichischer Generaloberst, letzter österreichischer Militärgouverneur in Galizien
- Huyn, Ludwig (1853–1931), österreichischer Generalmajor
- Huyn, Luise (1843–1915), deutsche Schriftstellerin
- Huyn, Otto Aloys Graf (1859–1928), österreichischer Offizier
- Huyn, Paul (1868–1946), Bischof von Brünn und Erzbischof von Prag
- Huỳnh Anh (* 1932), südvietnamesischer Radrennfahrer
- Huỳnh Phú Sổ (1920–1947), südvietnamesischer Sektengründer
- Huỳnh Tấn Phát (1913–1989), südvietnamesischer Politiker
- Huỳnh Thị Mỹ Tiên (* 1999), vietnamesische Hürdenläuferin
- Huỳnh Văn Hai, Peter (* 1954), vietnamesischer Geistlicher, römisch-katholischer Bischof von Vĩnh Long
- Huynh Van Nghi, Nicolas (1927–2015), vietnamesischer Geistlicher, römisch-katholischer Bischof von Phan Thiết
- Huynh, Carol (* 1980), kanadische Ringerin
- Huỳnh, Joseph Văn Sỹ (* 1962), vietnamesischer römisch-katholischer Geistlicher und Bischof von Nha Trang
- Huỳnh, Như (* 1991), vietnamesische Fußballspielerin
- Huỳnh, Quang Thanh (* 1984), vietnamesischer Fußballspieler
- Huynh, Sabine (* 1972), israelisch-französische Autorin
- Huynh, Tony (* 1982), kanadischer Comedian und Vlogger

### Huys
- Huys, Bernhard (1895–1973), deutscher Maler
- Huys, Lambert (1908–1992), deutscher Politiker (CDU), MdB
- Huys, Pieter, flämischer Maler der Renaissance
- Huys, Stijn (* 1986), belgischer Cyclocrossfahrer
- Huys, Tabea (* 2005), österreichische Triathletin
- Huyse, Omer (1898–1985), belgischer Radrennfahrer
- Huysegems, Stein (* 1982), belgischer Fußballspieler
- Huyskens, Albert (1879–1956), deutscher Historiker, Archivar und Bibliothekar
- Huysmans, Camille (1871–1968), belgischer Politiker und Premierminister
- Huysmans, Constant (1928–2016), belgischer Fußballspieler
- Huysmans, Cornelis († 1727), flämischer Maler
- Huysmans, Gerardus (1902–1948), niederländischer Politiker und Bankmanager
- Huysmans, Joris-Karl (1848–1907), französischer SchriftstellerJoris-Karl Huysmans (1848–1907)

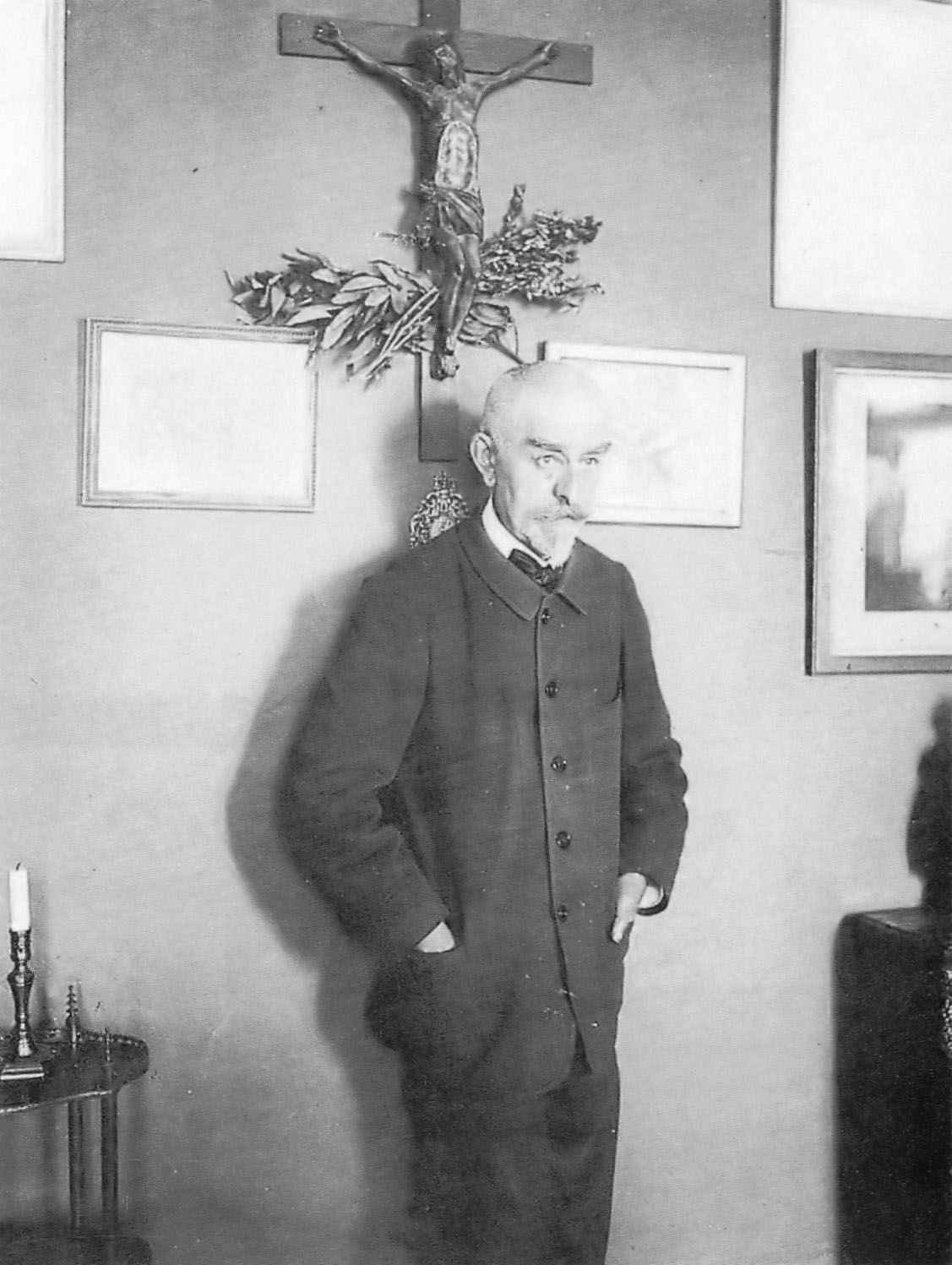
Joris-Karl Huysmans (1848–1907)

- Huysmans, Jos (1941–2012), belgischer Radrennfahrer
- Huysmans, Louis (1844–1915), belgischer Politiker
- Huyssen van Kattendijke, Willem Johan Cornelis (1816–1866), niederländischer Seeoffizier und Politiker
- Huyssen, Andreas (* 1942), deutscher Literaturwissenschaftler
- Huyssen, August (1824–1903), preußischer Bergbeamter
- Huyssen, Hans (* 1964), südafrikanisch-deutscher Komponist
- Huyssen, Heinrich Arnold (1779–1870), Bürgermeister von Essen, Industrieller
- Huyssen, Heinrich von (1666–1739), deutscher Diplomat und Berater Peter des Großen
- Huysum, Francina Margaretha van, niederländische Malerin
- Huysum, Jan van (1682–1749), niederländischer Maler